# العوابلة (بني مطر)

تعديل مصدري - تعديل

العوابلة هي إحدى قرى عزلة الحدب بمديرية بني مطر التابعة لمحافظة صنعاء، بلغ تعداد سكانها 323 نسمة حسب تعداد اليمن لعام 2004.